# Claudette Abela Baldacchino
Claudette Abela Baldacchino (ur. 17 lutego 1973) – maltańska działaczka partyjna i samorządowa, posłanka do Parlamentu Europejskiego VII kadencji.

## Życiorys
Kształciła się w zakresie nauk społecznych, pracowała jako dziennikarka w tym w Super One Radio. Od 1987 związana z młodzieżówką laburzystów, następnie z Partią Pracy. Od 1996 była radną miejscowości Qrendi, w 2003 została powołana na urząd wiceburmistrza. W 1998 weszła w skład komitety wykonawczego Partii Pracy. Zasiadała w Komitecie Regionów i w Kongresie Władz Lokalnych i Regionalnych Europy. Została też asystentką szefa partii Josepha Muscata.
W wyborach w 2009 z listy Partii Pracy kandydowała do Europarlamentu. Mandat eurodeputowanej objęła 25 kwietnia 2013 w wyniku wyborów uzupełniających, zastępując Louisa Grecha. Przystąpiła do grupy Postępowego Sojuszu Socjalistów i Demokratów; mandat wykonywała do 2014.
Wytypowanie przez laburzystów do wyborów uzupełniających jej kandydatury i sam wybór zostały skrytykowane przez Europejską Partię Ludową oraz na forum krajowego parlamentu przez jednego z liderów Partii Narodowej Simona Busuttila. Wiązało się to z wszczęciem przeciwko Claudette Abela Baldacchino postępowania karnego, w którym oskarżono ją o wyłudzenia pieniędzy za bilety lotnicze, w związku z czym nie kandydowała we wcześniejszych wyborach lokalnych, a objęcie mandatu w PE skutkowało uzyskaniem przez nią immunitetu. Ostatecznie w 2021 została oczyszczona ze stawianych jej zarzutów.